# 聶夢麟
聶夢麟（?—?），直隸省大名府大名縣人，清朝政治人物、同進士出身。
光緒二十九年（1903年），参加光緒癸卯科殿試，登進士三甲第47名。同年閏五月，授刑部主事。